# La vacinada
La vacinada è un singolo discografico del cantautore e comico italiano Checco Zalone, pubblicato il 30 aprile 2021.

## Video musicale
Il video musicale è stato pubblicato il 30 aprile 2021 ed è interpretato con l'attrice Premio Oscar Helen Mirren.

## Tracce
1. La vacinada – 2:21 (edizioni musicali Officine Musicali)